# Belvidere (Illinois)
Belvidere is een plaats (city) in de Amerikaanse staat Illinois, en valt bestuurlijk gezien onder Boone County. In Belvidere staat Belvidere Assembly, een autoassemblagefabriek van Chrysler.

## Demografie
Bij de volkstelling in 2000 werd het aantal inwoners vastgesteld op 20.820.
In 2006 is het aantal inwoners door het United States Census Bureau geschat op 25.682, een stijging van 4862 (23,4%).

## Geografie
Volgens het United States Census Bureau beslaat de plaats een oppervlakte van
23,6 km², waarvan 23,5 km² land en 0,1 km² water.

## Plaatsen in de nabije omgeving
De onderstaande figuur toont nabijgelegen plaatsen in een straal van 20 km rond Belvidere.